# Chavirage de l'Étoile de l'Orient

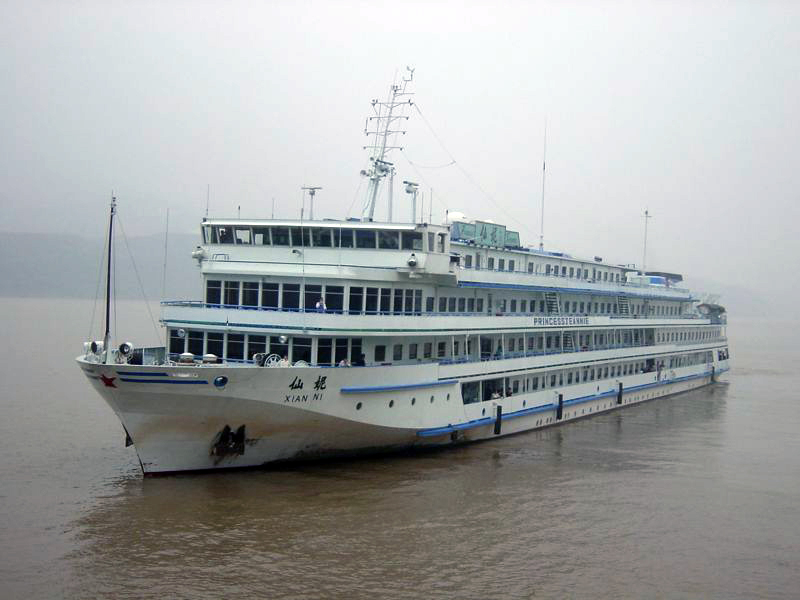
Princess Jeannie (1993), navire similaire au Dong Fang Zhi Xing.

Le Dong Fang Zhi Xing (en chinois 东方之星, en pinyin Dōng Fāng Zhī Xīng, traduit en français par l'Étoile d'Orient) est un navire de croisière fluvial chinois qui opérait dans la région des Trois Gorges, en Chine. Il a chaviré dans la soirée du 1er juin 2015 sur le fleuve Yangsté, à Jianli, dans la province d'Hubei avec plus de 450 personnes à bord. Il semble qu'il ait été frappé par une trombe marine. Au 6 juin, les autorités chinoises avaient recensé 396 morts et 14 survivants dont le capitaine.
Au 13 juin, les autorités chinoises avaient recensé 442 morts et 12 rescapés, dont le capitaine.
C'est l'accident naval le plus meurtrier en temps de paix en Chine et le pire depuis le naufrage du Taiping en 1949 qui avait fait plus de 1500 morts